# Valient Thorr
Valient Thorr est un groupe de hard rock américain, originaire de Chapel Hill, en Caroline du Nord.

## Biographie
Valient Thorr commence en 2001, réalisant deux démos Raw et We Come from the Morning Star. Leur premier album auto-produit sort en 2003. Il ne se vend qu'à 1 000 exemplaires uniquement disponibles lors des concerts du groupe. Après un changement de membres, Valient Thorr signe son premier contrat avec Volcom Entertainment où ils enregistrent leur premier album Total Universe Man le 7 juin 2005. À ce moment, les membres du groupe laissent leur boulot et se lancent sérieusement dans le groupe. Ils participèrent au Vans Warped Tour en 2005 sur la scène Volcom. Le groupe joue même à Hawaï avec Andrew W.K.
En février 2006, ils écrivent leur deuxième album à Costa Mesa, en Californie. Ce qui en résulte Legend of the World, sorti le 11 juillet 2006. Ils enchaînent encore le Vans Warped Tour, le groupe joue alors un total de 272 concerts durant l'année 2006. Début 2007, le groupe tourne pour la première fois en Europe, ouvrant notamment pour Motörhead en Allemagne. Étant un des groupes du label Volcom (skateboard, BMX) Valient Thorr est associé à différents évènements skate. Ainsi des t-shirt Valient Thorr sont disponibles dans le jeu EA Sports SKATE.
En 2008, toujours écrit à Costa Mesa, le groupe enregistre leur troisième album Immortalizer. À la fin mai 2008, Valient Himself donnera l'un de ses reins à son père diabétique. Trois semaines après son don de rein, Valient Himself et le groupe retournent en Europe et jouent leur plus gros concert en date doit un au Download Festival à Donington, et le Graspop en juin 2008.
En janvier 2013, ils entrent en studio avec le producteur Kyle Spense de Harvey Milk pour enregistrer l'album Our Own Masters. Il est publié en juin la même année.

## Thorriors
Les fans de Valient Thorr sont communément appelés les Thorriors. Ils suivent le groupe partout et sont facilement reconnaissables par le port de larges vestes en jeans avec le logo du groupe dans le dos. De nombreux Thorriors se rassemblent en chapters, partout aux États-Unis et même en Irlande, en Allemagne ainsi qu'en France (les Juste Thorriors).

## Membres
- Valient Himself - chant
- Eidan Thorr - guitare
- Dr. Professor Nitewolf Strangees - basse
- Voiden Thorr - guitare
- Lucian Thorr - batterie

## Discographie
- 2003 : Stranded on Earth
- 2005 : Total Universe Man (Volcom Entertainment)
- 2006 : Legend of the World (Volcom Entertainment)
- 2008 : Immortalizer (Volcom Entertainment)
- 2008 : In Heat (DVD) (Volcom Entertainment)
- 2010 : Stranger (Volcom Entertainment)
- 2013 : Our Own Masters (Volcom Entertainment)
- 2016 : Old Salt (Napalm Records)